# جوزيف فان وسيم
جوزيف فان وسيم (بالهولندية: Jozef van Wissem)‏ هو ملحن هولندي، ولد في 1962 في ماستريخت في هولندا.

## وصلات خارجية
- الموقع الرسمي
- جوزيف فان وسيم على موقع IMDb (الإنجليزية)
- جوزيف فان وسيم على موقع ألو سيني (الفرنسية)
- جوزيف فان وسيم على موقع ميوزك برينز (الإنجليزية)
- جوزيف فان وسيم على موقع قاعدة بيانات الأفلام السويدية (السويدية)
- جوزيف فان وسيم على موقع أول ميوزيك (الإنجليزية)
- جوزيف فان وسيم على موقع ديسكوغز (الإنجليزية)
- جوزيف فان وسيم على موقع قاعدة بيانات الفيلم (الإنجليزية)
- جوزيف فان وسيم على موقع كينوبويسك (الروسية)